# Мировая литература
Мировая литература — совокупность литературных традиций всех народов мира от древности до современности. Зарождение литературы в каждой стране связано с возникновением письменности и художественного творчества в области искусства слова, что происходило неравномерно в разных регионах, странах, государствах. Литература каждого народа имеет своё национальное и художественное своеобразие, но она воспринимает достижения литератур других стран и развивается во взаимодействии с ними, заимствуя отдельные элементы: факты, идеи, мотивы, образы, системы, техники, поэтические формы и т. д. Потому как понятие всемирная литература была осознана лишь в XIX в., когда особенно распространились и укрепились литературные связи разных стран.
- В более широком смысле этот термин означает всю литературу, созданную в любой точке мира за время существования человеческой цивилизации.
- В более узком смысле — это обобщенная концепция литературы, созданной на разных языках, которая классифицируется следующим образом: Европа-ориентированная литература, литература по жанрам, литература континентов, литература наций, и так далее.

## Происхождение термина
Создателем термина «мировая литература» официально считают Иоганна Вольфганга фон Гёте, который в 1827 году ввёл немецкое выражение Weltliteratur. Тем не менее, концепция намного старше (Вольтер, Вико, Лейбниц). Однако именно Гёте обращал внимание на общие тенденции развития, взаимосвязи и характерные специфические особенности каждой из национальных литератур, их достижения, опираясь на творчество выдающихся писателей, которые представляют определённые литературные явления разных периодов (античность, Средневековье и т. д.), регионов (Западная Европа, Ближний Восток и т. д.) конкретно указанных стран.
Гёте был в восторге от выполнения работ Тассо во Франции, утверждая, что литературу не должны ограничивать народы. С 1827 до 1832 годы в различных дискуссиях и беседах с Эккерману не установлено идею мировой литературы, и его идеи были под влиянием Гердер, который между 1874 до 1891 годов опубликовал дискуссионные идеи для философии истории человечества.

## История
В 1894 году в Германии появляется прежде «История мировой литературы». В англо-американских кругах появляется термин сравнительное литературоведение («Сравнительное литературоведение», 1952), на французском языке littérature générale («Общая литература», 1935) и на итальянском языке storia universale (1933). В 1899 году была создана первая кафедра сравнительной литературы в США, и в 1930 году это направление стало международно признанным в филологии и литературоведении.

## Особенности
До некоторого времени литературный процесс в каждой стране имел относительно замкнутый, сугубо национальный характер. Однако с развитием экономических, социальных, политических и культурных связей различных народов, усиливается языковой обмен, знакомство с произведениями литературы и искусства других народов, таким образом формируется единая всемирная литература. Всемирный литературный процесс обусловлен развитием различных национальных литератур, которые имеют собственное своеобразие, одновременно существуют общие закономерности, присущие литературе в целом.
Многие языки развили литературные и диалектные варианты. Развитие и функционирование литературного процесса происходит как при определённой эпохе, так и на протяжении всей истории нации, страны, мира. В истории мировой литературы известны несколько этапов развития. Ранний этап развития мировой литературы включает в себя письменность народов Древнего Востока. Следующий этап охватывает древнюю индийскую и персидскую литературы, литературу Древней Греции и Древнего Рима, а позже средневековую литературу и устное народное творчество многих народов Запада и Востока.
Важную роль в литературном процессе играет взаимодействие литературы с другими видами искусства, с культурными и общественными явлениями, с наукой, философией, идеологией. История литературы тесно связана с историей общества, однако ей присущи собственные, внутренние законы развития.

## Этапы развития мировой литературы
1. Мифология, устное народное творчество
2. Античная литература (VIII в. до н. е. — V вв. н. е.)
3. Литература Средневековья (V—XV вв.)
4. Литература эпохи Возрождения (XV—XVII вв.)
5. Литература XVII в. : Барокко и классицизм
6. Литература эпохи Просвещения (конец XVII—XVIII вв.): Просветительский реализм, просветительский классицизм, сентиментализм, рококо
7. Литература XIX в. : Романтизм и реализм
8. Литература конца XIX — второй половины XX в.: модернизм (символизм, акмеизм, футуризм, дадаизм, различные экспериментальные течения); параллельно развиваются другие направления — реализм, романтизм
9. Литература последней трети XX — начала XXI в .: постмодернизм, развитие других направлений